# Fadgyas Gyula
Fadgyas Gyula, 1903-ig Feldmann (Aranyosmarót, 1872. március 3. – Budakalász, 1944. augusztus 15. ) orvos.

## Élete
Feldmann Arnold és Neumann Terézia fia. 1899. május 4-én Budapesten, a Terézvárosban feleségül vette Grün Irént, Grün Lajos és Guttmann Emma lányát. Az első világháború lefolyása alatt az orosz, a szerb, valamint az olasz frontokon szolgált. Praktizált 1897-től kezdődően Újpesten. 1904 évében a képviselő-testület megválasztotta községi orvosnak. Ezen kívül a Járásbíróság, a Könyves Kálmán Gimnázium, valamint a Kanizsai Dorottya Leánygimnázium orvosává vált. 1914 az Újpesti Szülőház Egyesület vezetője lett. Megalapította az Újpesti Szülőotthont. 1922-től városi tisztiorvos lett. Az 1832-ben alapított Járványkórház egyik szervezője lett. 1944 augusztusában feleségével és fiával együtt meggyilkolták.

## Díjai, kitüntetései
- Koronás Aranyérdemkereszt
- Signum Laudis
- Károly-csapatkereszt